# Нёртен-Харденберг
Нёртен-Харденберг (нем. Nörten-Hardenberg) — община в Германии, в земле Нижняя Саксония.
Входит в состав района Нортхайм. Население составляет 8255 человек (на 31 декабря 2010 года). Занимает площадь 54,08 км².
Коммуна подразделяется на 8 сельских округов.

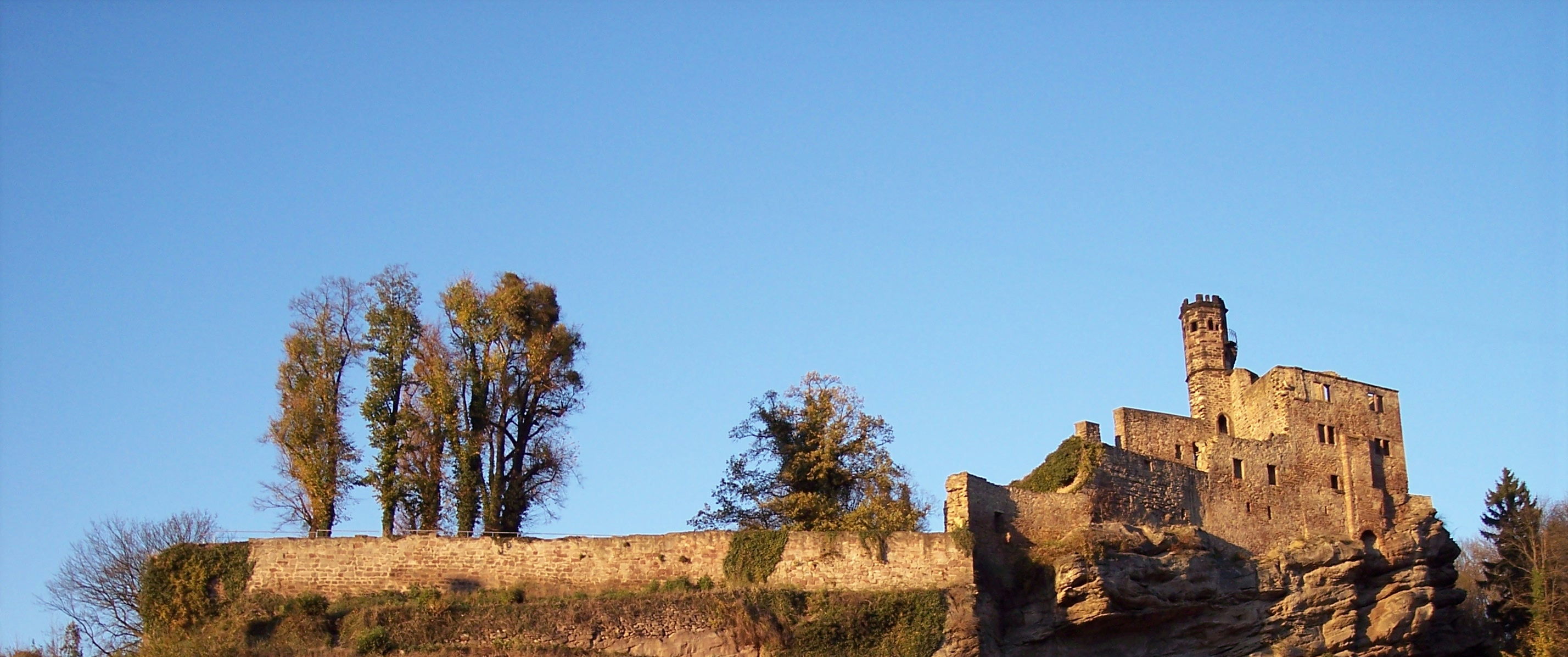
Нёртен-Харденберг

| Год  | Население |
| ---- | --------- |
| 1990 | 8482      |
| 1995 | 8652      |
| 2000 | 8584      |
| 2005 | 8558      |
| 2010 | 8359      |